# 龍仁夫
龙仁夫，字观复，元朝吉安（今江西吉安市）人。
龙仁夫他的文章学问都和刘诜齐名，有文集流传于世。龙仁夫的文章奇妙飘逸流畅华丽，他所著的《周易集传》许多地方发现前儒之所未发之义。龙仁夫被推荐担任江浙儒学副提举，他没有就任，保持隐居状态。